# Tmesisternus semivittatus
Tmesisternus semivittatus är en skalbaggsart som beskrevs av Stefan von Breuning 1945. Tmesisternus semivittatus ingår i släktet Tmesisternus och familjen långhorningar.
Artens utbredningsområde är Irian Jaya. Inga underarter finns listade i Catalogue of Life.